# شويا ناكاجيما
شويا ناكاجيما (باليابانية: 中島 翔哉) (مواليد 23 أغسطس 1994) هو لاعب كرة قدم. يلعب مع منتخب اليابان تحت 23 سنة لكرة القدم. سبق له أن لعب في الألعاب الأولمبية الصيفية 2016 مع منتخب بلاده.

## وصلات خارجية
- شويا ناكاجيما على موقع الاتحاد الدولي (مؤرشف)  (الإنجليزية)
- شويا ناكاجيما على موقع رابطة كرة القدم اليابانية للمحترفين (اليابانية)
- شويا ناكاجيما على موقع قاعدة بيانات كرة القدم.إي يو (الإنجليزية)
- شويا ناكاجيما على موقع ليكيب (الفرنسية)
- شويا ناكاجيما على موقع ناشيونال فوتبول تيمز (الإنجليزية)
- شويا ناكاجيما على موقع Soccerway.com (الإنجليزية)
- شويا ناكاجيما على موقع عالم كرة القدم.نت (الإنجليزية)
- شويا ناكاجيما على موقع كووورة
- شويا ناكاجيما على موقع اللجنة الأولمبية الدولية (الإنجليزية)
- شويا ناكاجيما على موقع أوليمبيديا (الإنجليزية)